# جيمس غراهام (كاتب)
جيمس غراهام (بالإنجليزية: James Graham)‏ هو كاتب مسرحي وكاتب سيناريو بريطاني، ولد في 8 يوليو 1982 في المملكة المتحدة.

## وصلات خارجية
- جيمس غراهام على موقع IMDb (الإنجليزية)
- جيمس غراهام على موقع قاعدة بيانات برودواي على الإنترنت (الإنجليزية)
- جيمس غراهام على موقع قاعدة بيانات الفيلم (الإنجليزية)